# La Chaise
La Chaise är en kommun i departementet Aube i regionen Grand Est (tidigare regionen Champagne-Ardenne) i nordöstra Frankrike. Kommunen ligger  i kantonen Soulaines-Dhuys som ligger i arrondissementet Bar-sur-Aube. År 2022 hade La Chaise 32 invånare.

## Befolkningsutveckling
Antalet invånare i kommunen La Chaise
Referens: INSEE

## Galleri

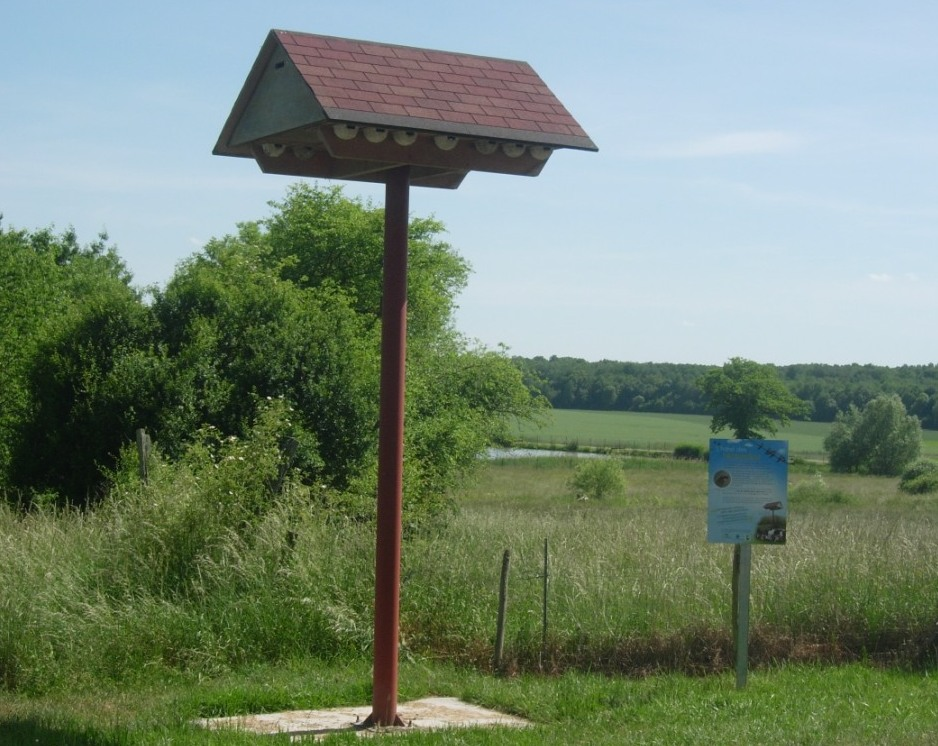
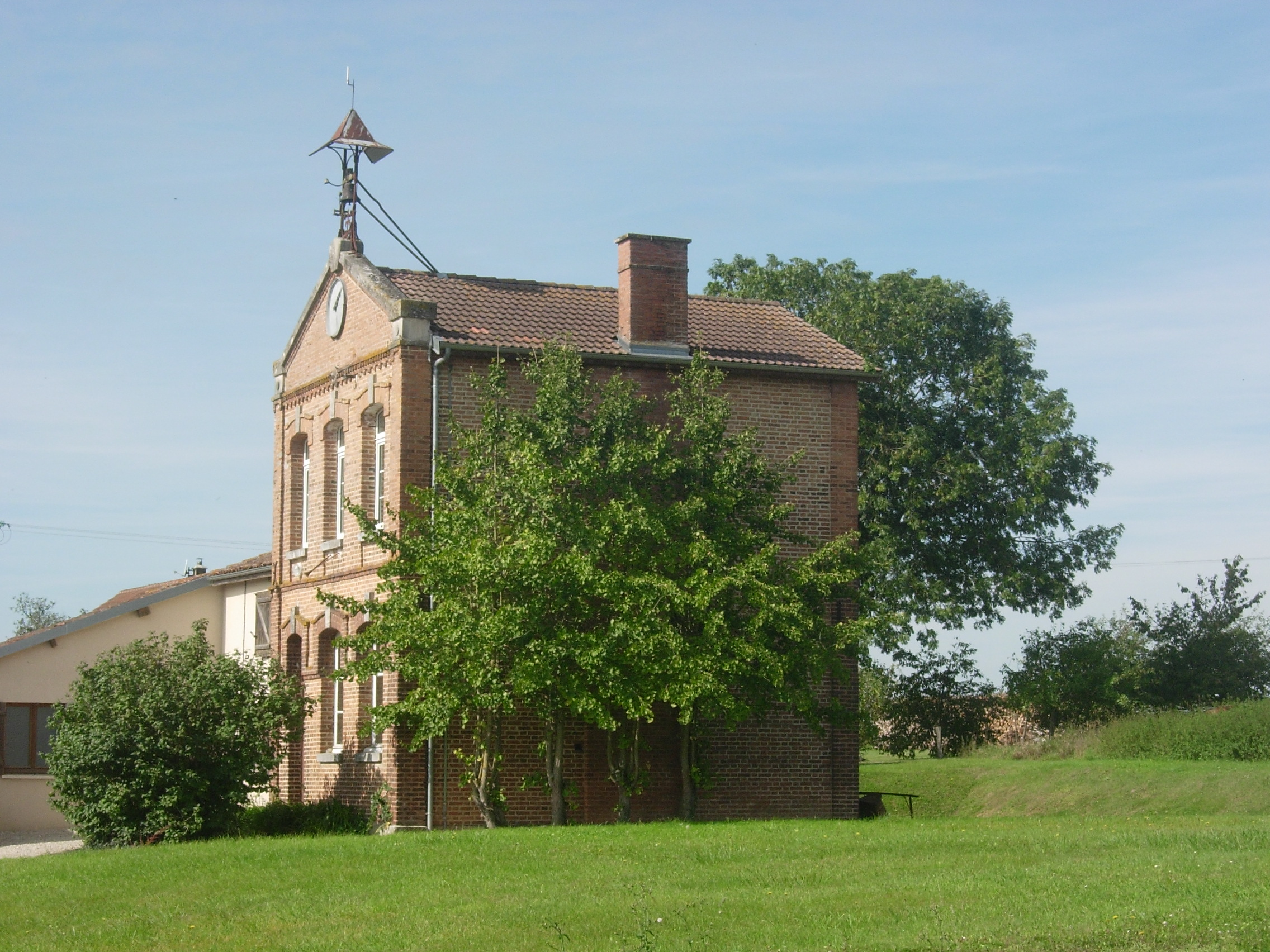
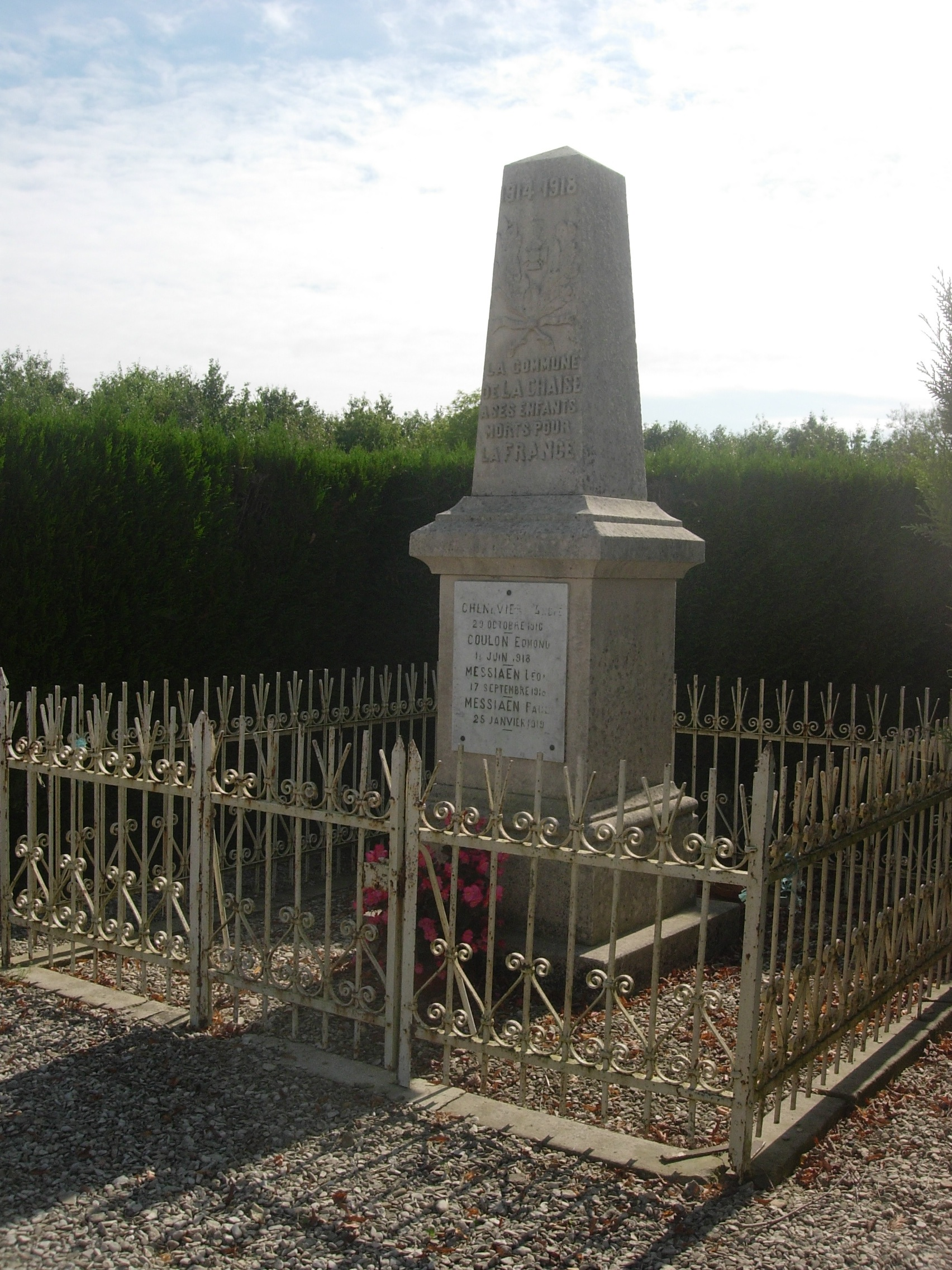
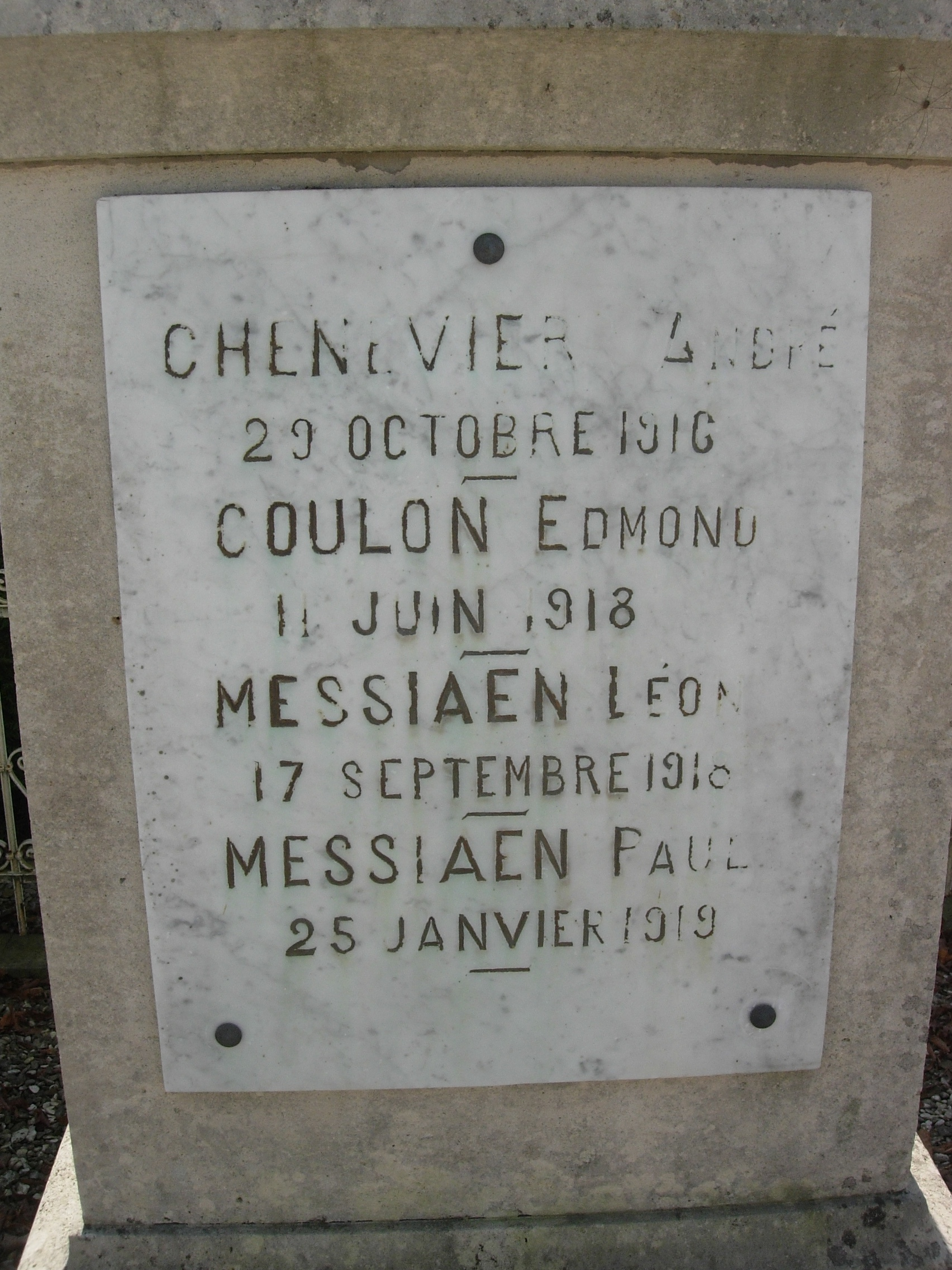
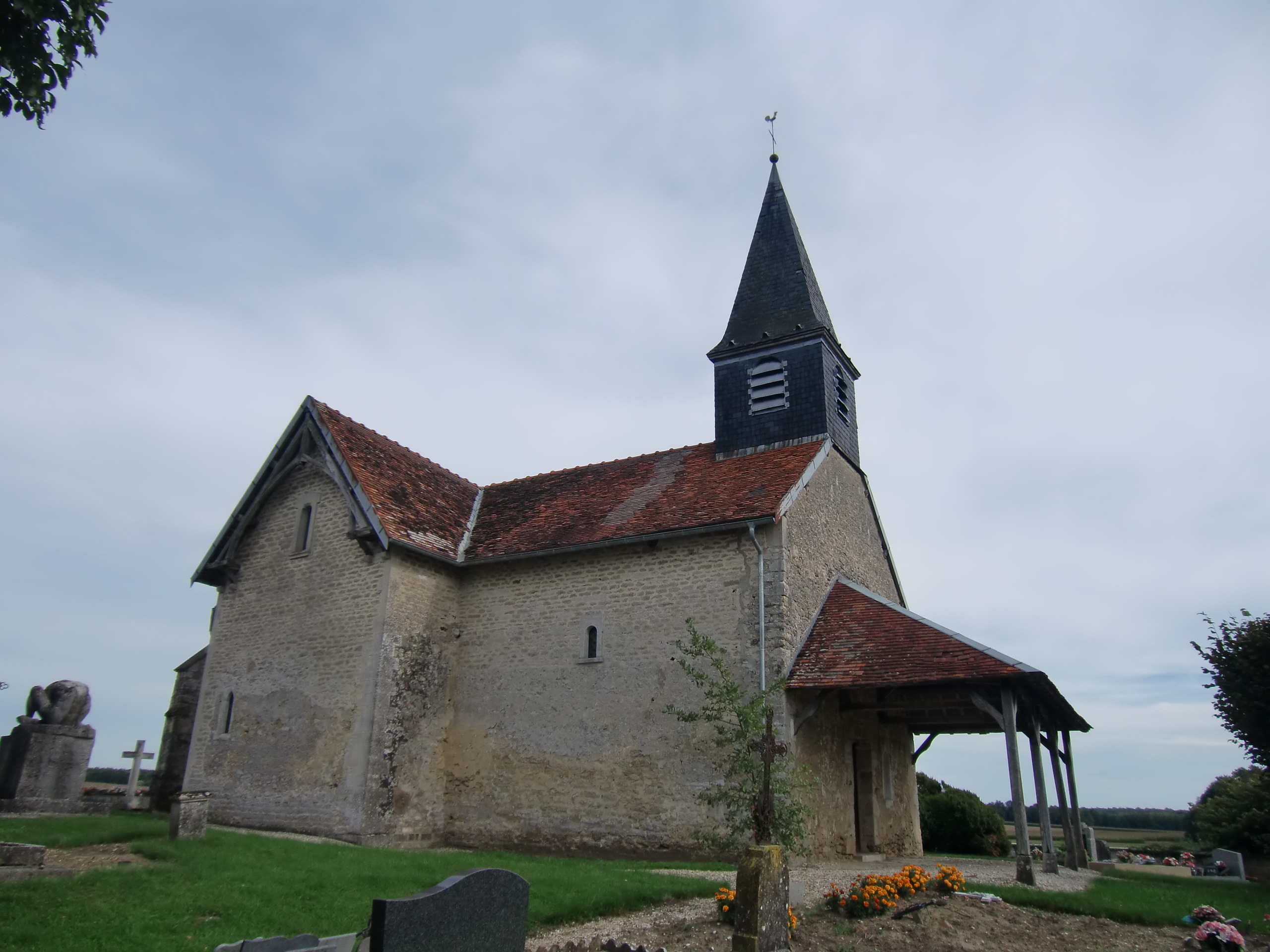
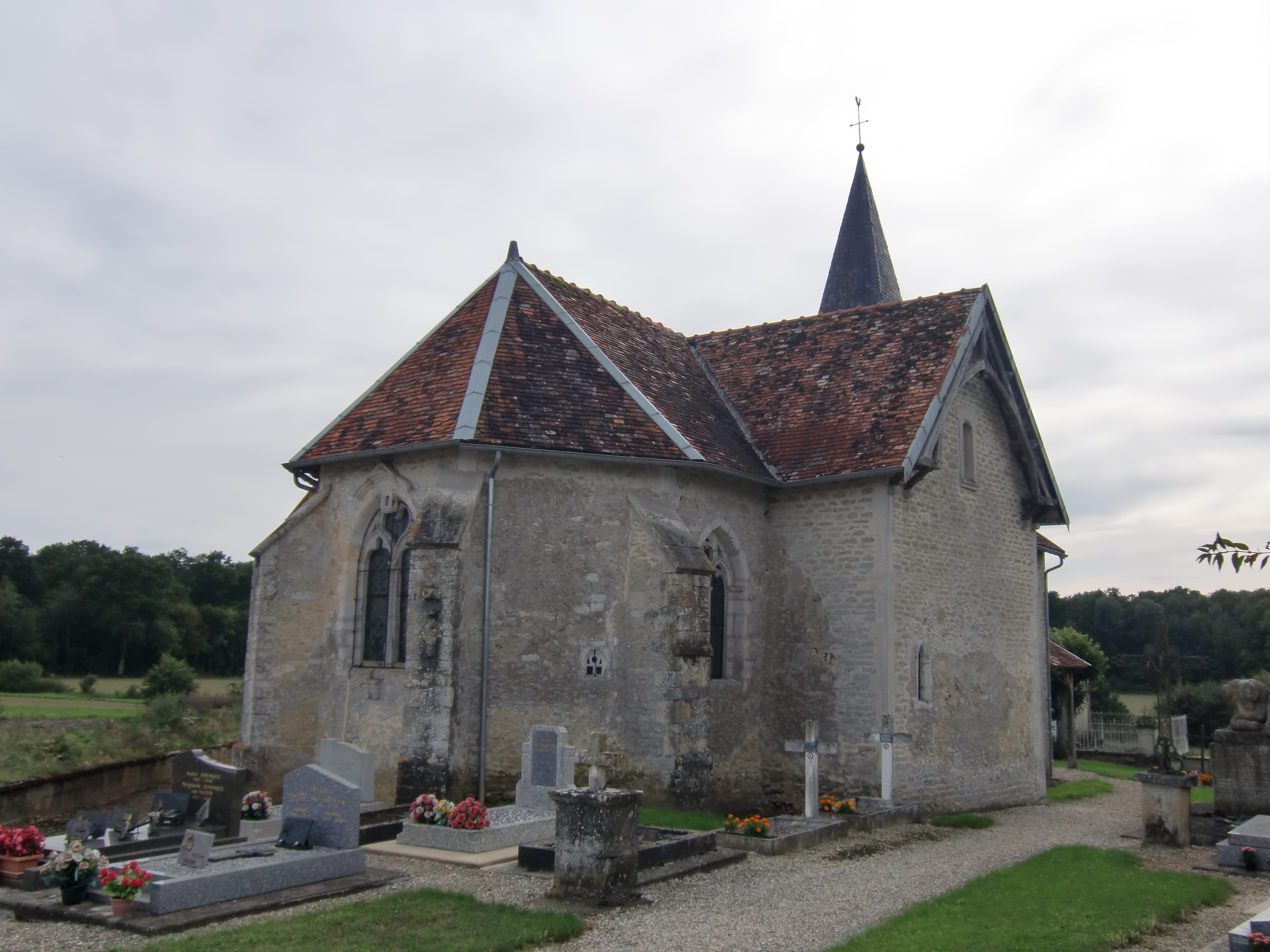
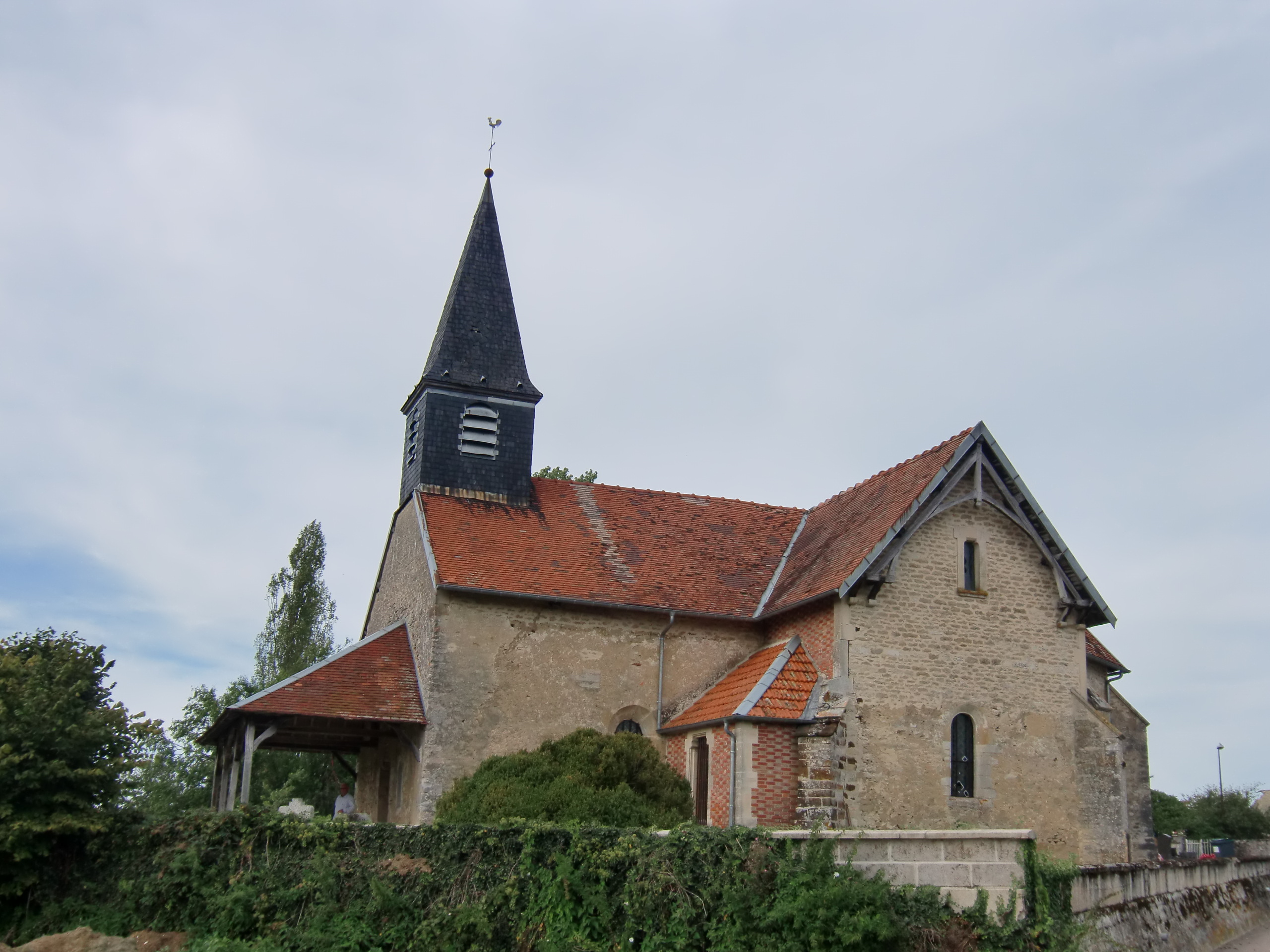
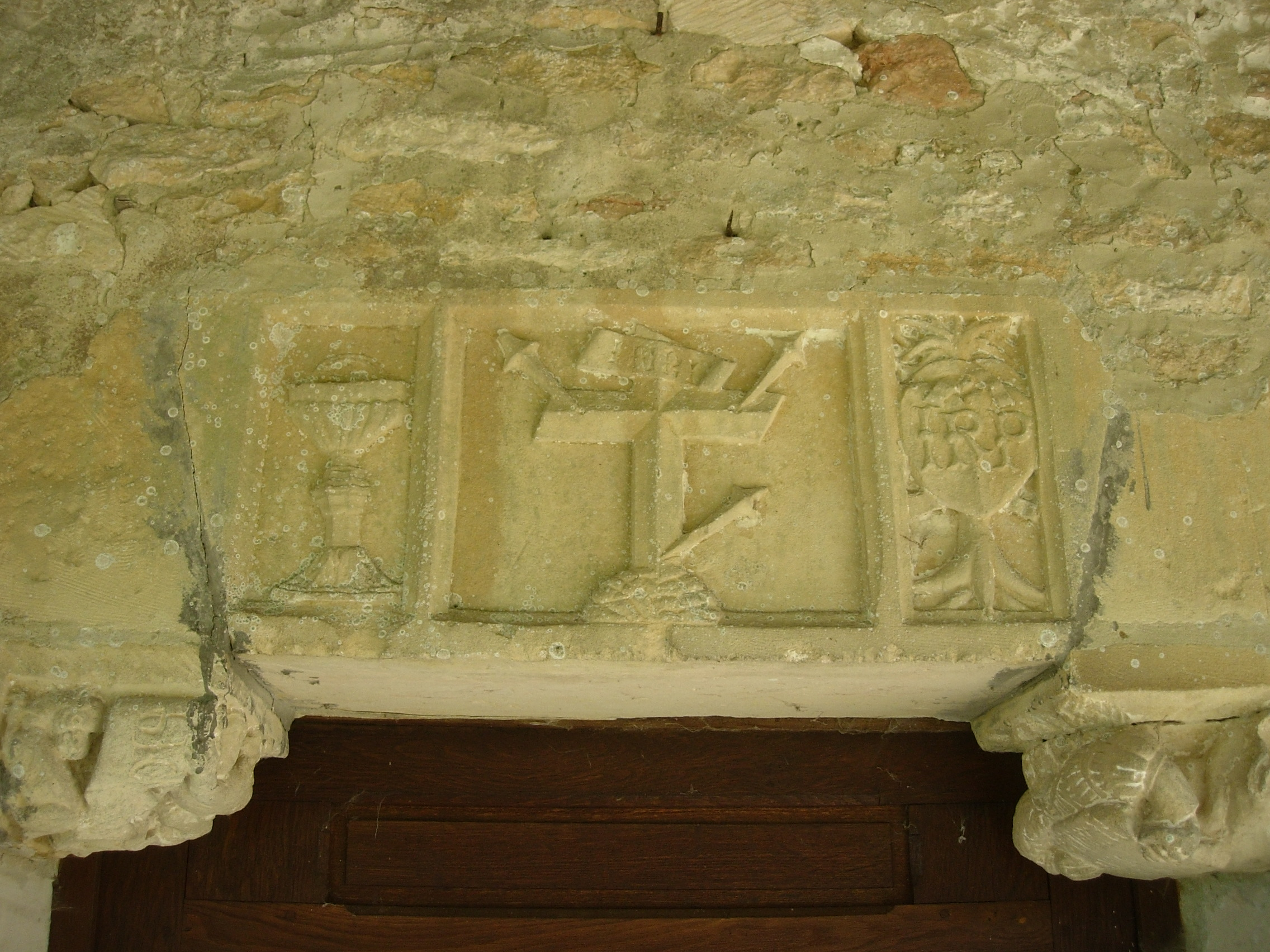
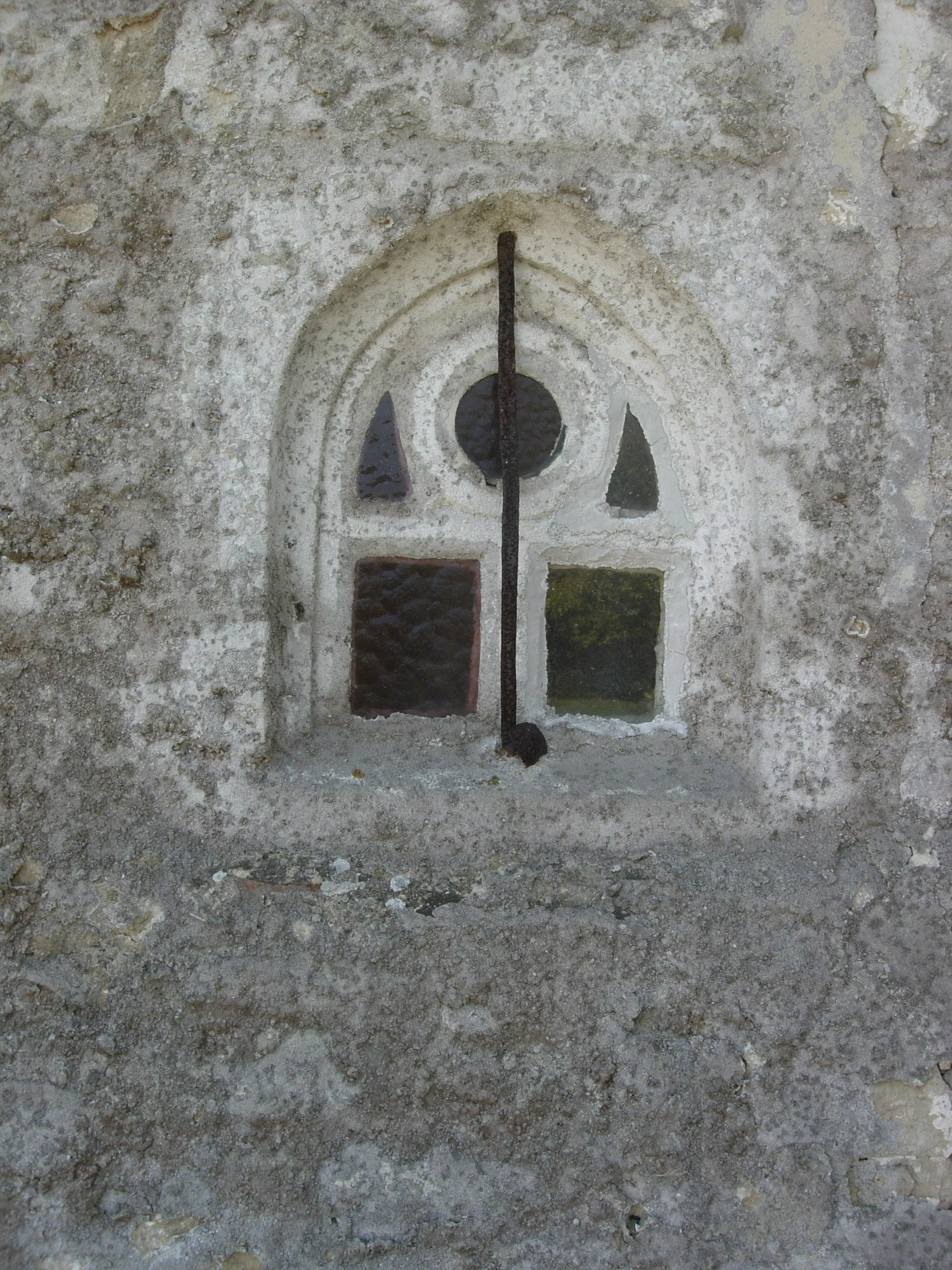
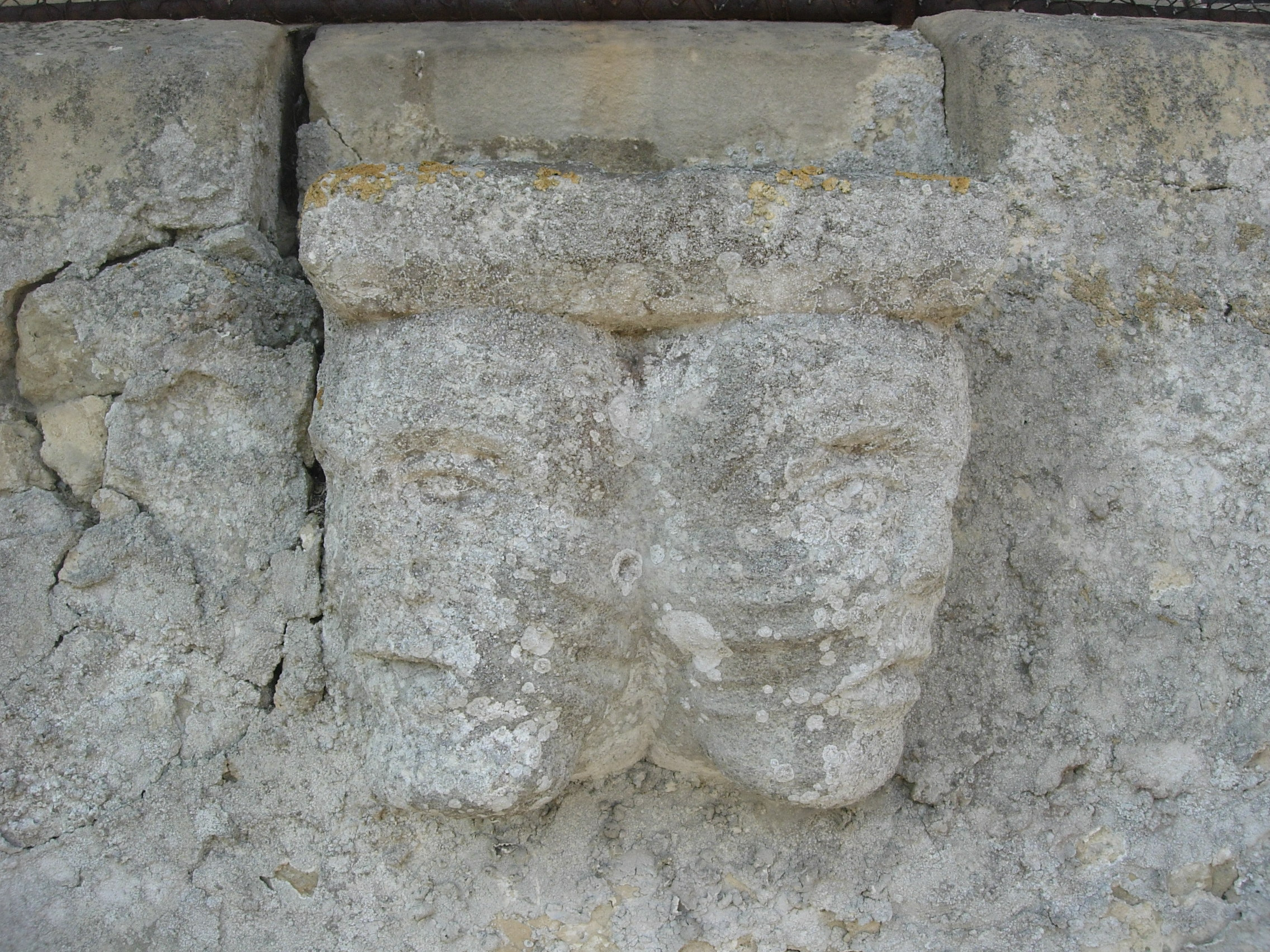
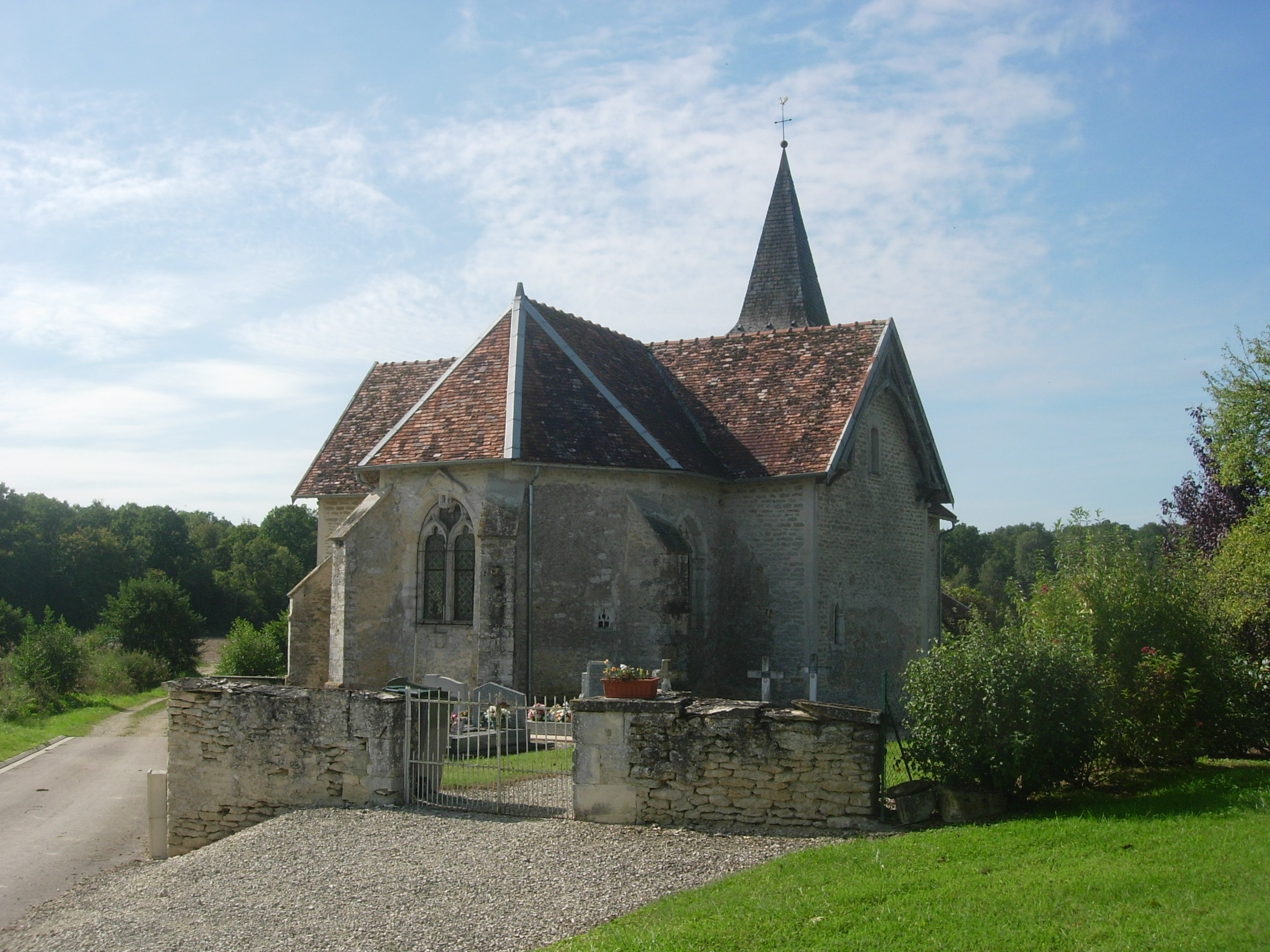